# Myrmica curvithorax
Myrmica curvithorax är en myrart som beskrevs av Jean Bondroit 1920. Myrmica curvithorax ingår i släktet rödmyror, och familjen myror. Inga underarter finns listade i Catalogue of Life.